# Tupoúhlý trojúhelník
Tupoúhlý trojúhelník je trojúhelník, jehož jeden vnitřní úhel je tupý (tj. větší než 90° a menší než 180°).

Tupoúhlý trojúhelník

## Vlastnosti
- Průsečík výšek (ortocentrum) leží vně trojúhelníku.
- Střed kružnice opsané leží vně trojúhelníku.
- Část ortického trojúhelníku leží vně trojúhelníku.
- Tupoúhlý trojúhelník nikdy nemůže být rovnostranný, ale může být rovnoramenný.